# Liu Fei (Tischtennisspielerin)
Liu Fei (* 18. Januar 1994 in Changchun) ist eine chinesische Tischtennisspielerin.

## Werdegang
Sechs Jahre hat Liu Fei gebraucht, um in den Auswahlkader zu kommen. Erste internationale Auftritte hatte sie 2014, unter anderem bei den Qatar Open, wo sie im Viertelfinale auf Hu Limei traf.
Mit 1-4 musste Liu sich geschlagen geben, zuvor hatte sie bereits Han Ying und Georgina Póta schlagen können. An der Seite von Hu Limei gelangte sie im Doppelwettbewerb immerhin ins Achtelfinale, dort unterlagen sie jedoch Han Ying und Irene Ivancan. Zudem war sie noch im selben Jahr in der Chinese Superleague tätig.
Im Jahr 2015 folgten weitere Teilnahmen an Turnieren, so nahm Liu an German Open teil, wo sie unter anderem Sabine Winter, Marharyta Pessozka und Doo Hoi Kem schlagen konnte. Im Viertelfinale verlor Liu jedoch gegen Feng Tianwei, die von ihrer schlagsicheren Vorhand profitierte.
Auch bei den Japan Open musste sie sich einer nichtchinesischen Spielerein geschlagen geben, nämlich Mima Itō. Im Doppelwettbewerb konnte sie zusammen mit Wu Yang Gold gewinnen. 2016 war sie erneut in der Chinese Superleague aktiv, 2017 beim Turnier T2APC. Wegen starker chinesischer Konkurrenz, durfte sie weniger an internationalen Turnieren teilnehmen.

## Turnierergebnisse
| Verband | Veranstaltung            | Jahr | Ort        | Land | Einzel        | Doppel    | Mixed | Team |
| ------- | ------------------------ | ---- | ---------- | ---- | ------------- | --------- | ----- | ---- |
| CHN     | Jugend-Weltmeisterschaft | 2010 | Bratislava | SVK  | Bronze        | letzte 16 | Gold  | Gold |
| CHN     | World Tour               | 2014 | Doha       | QAT  | Viertelfinale | letzte 16 |       |      |
| CHN     | World Tour               | 2015 | Bremen     | GER  | Viertelfinale |           |       |      |
| CHN     | World Tour               | 2015 | Kōbe       | JPN  | letzte 16     | Gold      |       |      |